# Tom Berenger
Tom Berenger (geboren als Thomas Michael Moore in Chicago, 31 mei 1949) is een Amerikaanse acteur. Hij werd in 1986 genomineerd voor de Oscar voor beste mannelijke bijrol voor zijn rol in Platoon (evenals medespeler Willem Dafoe). Hoewel hij naast dit beeldje greep, kreeg hij voor dezelfde rol wel een Golden Globe.
Berenger is vier keer getrouwd en heeft zes kinderen. Zijn eerste vrouw was Barbara Wilson (1976-1984). Met haar heeft hij twee kinderen Allison en Patrick. Met Lisa Williams (1986-1997) kreeg hij Chelsea, Chloe en Shiloh. In 1998 trouwde hij met Patricia Alvaran, met wie hij zijn dochter Scout kreeg. Sinds september 2012 is hij getrouwd met Laura Moretti.

## Filmografie
*Exclusief televisiefilms
- Rush It (1976)
- The Sentinel (1977)
- Looking for Mr. Goodbar (1977)
- In Praise of Older Women (1978)
- Butch and Sundance: The Early Days (1979)
- The Dogs of War (1980)
- Oltre la porta (1982)
- The Big Chill (1983)
- Eddie and the Cruisers (1983)
- Fear City (1984)
- Rustlers' Rhapsody (1985)
- Platoon (1986)
- Someone to Watch Over Me (1987)
- Shoot to Kill (1988)
- Betrayed (1988)
- Last Rites (1988)
- Major League (1989)
- Born on the Fourth of July (1989)
- Love at Large (1990)
- The Field (1990)
- Shattered (1991)
- At Play in the Fields of the Lord (1991)
- Sniper (1993)
- Sliver (1993)
- Gettysburg (1993)
- Major League II (1994)
- Chasers (1994)
- Last of the Dogmen (1995)
- The Substitute (1996)
- An Occasional Hell (1996)
- The Gingerbread Man (1998)
- Shadow of Doubt (1998)
- A Murder of Crows (1998)
- Diplomatic Siege (1999)
- One Man's Hero (1999)
- Fear of Flying (1999)
- Takedown (2000)
- Watchtower (2001)
- Training Day (2001)
- The Hollywood Sign (2001)
- True Blue (2001)
- D-Tox (2002)
- Sniper 2 (2002)
- Sniper 3 (2004)
- The Christmas Miracle of Jonathan Toomey (2007)
- Stiletto (2008)
- Silent Venom (2009)
- Charlie Valentine (2009)
- Breaking Point (2009)
- Smokin' Aces 2: Assassins' Ball (2010)
- Inception (2010)
- Faster (2010)
- Sniper: Legacy (2014)
- Blood and Money (2020)